# Maria Henschen
Maria Beata Catharina Henschen, född 26 mars 1840 i Uppsala, död 30 maj 1927 i Engelbrekts församling i Stockholm, var en svensk skolledare. Hon grundade Uppsala högre elementarläroverk för flickor 1865. 

## Biografi
Maria Henschen var dotter till Lars Vilhelm Henschen och Augusta Munck af Rosenschöld. Hon utbildades hos Cecilia Fryxell i flickskolan på Rostad, och var sedan också lärare där mellan 1861 och 1865. Hon studerade franska, tyska och engelska, och var en tid också verksam som guvernant. 
År 1865 grundade hon en flickskola i Uppsala, kallad Henschenska flickskolan efter henne. Skolan blev en pionjärinstitution i Sverige. År 1870 togs skolan över av en förening, omlokaliserades och bytte namn till Högre Allmänna läroverket för flickor eller Uppsala högre elementarläroverk för flickor. Maria Henschen finansierade dock fortsatt skolan och kvarstod som dess föreståndare fram till sitt giftermål 1878, då hon efterträddes av Maria Alexandersson.
Hon gifte sig 1878 med kyrkoherde Carl Camillus Oldenburg. Äktenskapet avslutades genom skilsmässa 1881, och hon gifte 1887 om sig med grosshandlare Gustaf von Bergen (1842–1904). Hon är begravd på Uppsala gamla kyrkogård.
Maria Henschen von Bergen var tillsammans med sin svåger Carl von Bergen aktiv inom spiritismen. Hon var också delaktig i uppstarten av Fredrika Bremer-förbundets feministiska tidskrift Dagny.